# Liste der ungerichteten Funkfeuer (NDBs)

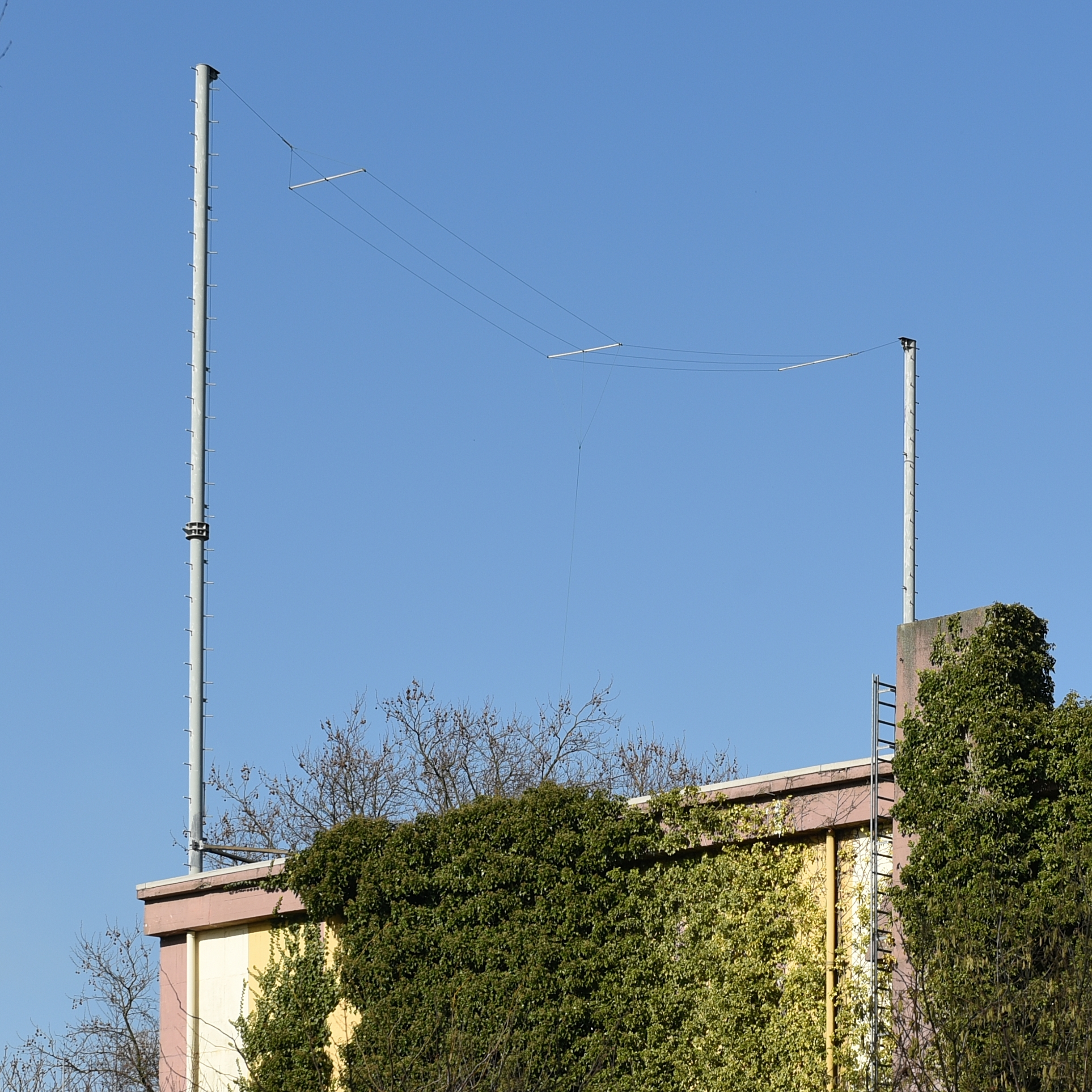
BOT in Bottrop

Dies ist eine Liste der ungerichteten Funkfeuer im deutschen Sprachraum.
| Rufzeichen | Frequenz  | Land        | Stationsname              | Koordinaten                  | Reichweite (NM) | assoziierter Flugplatz      | Anmerkung       |  |
| ---------- | --------- | ----------- | ------------------------- | ---------------------------- | --------------- | --------------------------- | --------------- |  |
| AB         | 313 kHz   | Österreich  | Absam (Innsbruck)         | 47° 17′ 19″ N, 11° 30′ 6″ O  | 25 NM           | LOWI                        | Außer Betrieb   |  |
| ABU        | 330 kHz   | Deutschland | Altenburg-Nobitz          | 50° 59′ 38″ N, 12° 31′ 16″ O | 25 NM           | EDAC                        |                 |  |
| AGB        | 318 kHz   | Deutschland | Augsburg                  | 48° 25′ 27″ N, 10° 55′ 59″ O | 25 NM           | EDMA                        |                 |  |
| ALG        | 341 kHz   | Deutschland | Allgäu                    | 47° 59′ 51″ N, 10° 15′ 44″ O | 25 NM           | EDJA                        |                 |  |
| ANS        | 452 kHz   | Deutschland | Ansbach                   | 49° 18′ 35″ N, 10° 37′ 58″ O | 25 NM           | ETEB                        |                 |  |
| BER        | 335 kHz   | Schweiz     | Bern                      | 46° 53′ 57″ N, 7° 30′ 38″ O  | 25 NM           | LSZB                        |                 |  |
| BET        | 401,5 kHz | Deutschland | Rheine-Bentlage           | 52° 17′ 16″ N, 7° 23′ 8″ O   | 25 NM           | ETHE                        | Außer Betrieb   |  |
| BOT        | 406,5 kHz | Deutschland | Bottrop                   | 51° 35′ 9″ N, 7° 1′ 23″ O    | 30 NM           | Streckennavigation          |                 |  |
| BRK        | 408 kHz   | Österreich  | Bruck (Wien-Schwechat)    | 48° 3′ 47″ N, 16° 43′ 0″ O   | 25 NM           | LOWW                        | Außer Betrieb   |  |
| BRU        | 427 kHz   | Deutschland | Braunschweig              | 52° 19′ 20″ N, 10° 36′ 22″ O | 20 NM           | EDVE                        |                 |  |
| BW         | 276,5 kHz | Deutschland | Bremen                    | 53° 2′ 39″ N, 8° 40′ 12″ O   | 15 NM           | EDDW                        | Abgebaut        |  |
| BYC        | 368 kHz   | Deutschland | Bückeburg                 | 52° 17′ 28″ N, 9° 5′ 28″ O   | 25 NM           | ETHB                        |                 |  |
| CB         | 344 kHz   | Deutschland | Magdeburg-Cochstedt       | 51° 51′ 51″ N, 11° 25′ 5″ O  | -               | EDBC                        |                 |  |
| CEL        | 311 kHz   | Deutschland | Celle                     | 52° 35′ 23″ N, 10° 1′ 46″ O  | 25 NM           | ETHC & Streckennavigation   |                 |  |
| DIK        | 307 kHz   | Luxemburg   | Diekirch                  | 49° 51′ 39″ N, 6° 7′ 50″ O   | 50 NM           | Streckennavigation          |                 |  |
| DLS        | 413,5 kHz | Deutschland | Lübars                    | 52° 36′ 50″ N, 13° 21′ 49″ O | 50 NM           | EDDT                        | Außer Betrieb   |  |
| DP         | 325 kHz   | Deutschland | Diepholz                  | 52° 35′ 30″ N, 8° 27′ 12″ O  | 35 NM           | ETND                        |                 |  |
| DRW        | 355 kHz   | Deutschland | Drewitz                   | 51° 53′ 48″ N, 14° 33′ 45″ O | 25 NM           | EDCD                        |                 |  |
| DVI        | 490 kHz   | Deutschland | Donaueschingen            | 47° 57′ 39″ N, 8° 31′ 22″ O  | 25 NM           | EDTD                        | Außer Betrieb   |  |
| DWI        | 357 kHz   | Deutschland | Dortmund-Wickede          | 51° 31′ 34″ N, 7° 38′ 4″ O   | 25 NM           | EDLW                        |                 |  |
| DY         | 284,5 kHz | Deutschland | Düsseldorf                | 51° 14′ 4″ N, 6° 39′ 16″ O   | 25 NM           | EDDL                        |                 |  |
| EGG        | 393 kHz   | Deutschland | Eggenfelden               | 48° 23′ 49″ N, 12° 44′ 59″ O | 25 NM           | EDME & Streckennavigation   |                 |  |
| EH         | 386 kHz   | Deutschland | Egelsbach                 | 49° 57′ 36″ N, 8° 38′ 33″ O  | 25 NM           | EDFE                        | Außer Betrieb   |  |
| ELU        | 368,5 kHz | Luxemburg   | Berg                      | 49° 40′ 47″ N, 6° 21′ 19″ O  | 25 NM           | ELLX                        |                 |  |
| EMD        | 345 kHz   | Deutschland | Emden                     | 53° 23′ 38″ N, 7° 14′ 30″ O  | 25 NM           | EDWE                        |                 |  |
| ERT        | 425 kHz   | Deutschland | Erfurt                    | 50° 58′ 57″ N, 10° 55′ 23″ O | 35 NM           | EDDE                        |                 |  |
| FHA        | 473 kHz   | Deutschland | Friedrichshafen           | 47° 40′ 52″ N, 9° 32′ 16″ O  | 40 NM           | EDNY                        | Außer Betrieb   |  |
| FLB        | 380 kHz   | Deutschland | Flensburg                 | 54° 44′ 9″ N, 9° 29′ 35″ O   | 15 NM           | EDXF                        |                 |  |
| FR         | 297 kHz   | Deutschland | Frankfurt (Main)          | 50° 3′ 57″ N, 8° 41′ 1″ O    | 15 NM           | EDDF                        |                 |  |
| FS         | 374 kHz   | Deutschland | Dresden                   | 51° 11′ 35″ N, 13° 51′ 0″ O  | 15 NM           | EDDC                        |                 |  |
| FSB        | 284 kHz   | Deutschland | Fassberg                  | 52° 54′ 57″ N, 10° 11′ 17″ O | 50 NM           | ETHS                        | Außer Betrieb   |  |
| FTZ        | 468 kHz   | Deutschland | Fritzlar                  | 51° 5′ 6″ N, 9° 24′ 54″ O    | 35 NM           | ETHF                        | Außer Betrieb   |  |
| FU         | 350 kHz   | Deutschland | Hamburg                   | 53° 36′ 53″ N, 9° 57′ 25″ O  | 15 NM           | EDDH                        | Abgebaut        |  |
| FW         | 382 kHz   | Deutschland | Frankfurt/Main            | 50° 0′ 18″ N, 8° 25′ 46″ O   | 15 NM           | EDDF                        |                 |  |
| GBG        | 426 kHz   | Österreich  | Gleichenberg              | 46° 53′ 13″ N, 15° 48′ 1″ O  | 40 NM           | LOWG & Streckennavigation   |                 |  |
| GL         | 321 kHz   | Deutschland | Tegel-East                | 52° 34′ 20″ N, 13° 25′ 34″ O | 25 NM           | EDDT                        | Außer Betrieb   |  |
| GLA        | 375 kHz   | Schweiz     | Gland                     | 46° 24′ 31″ N, 6° 14′ 39″ O  | 25 NM           | LSGG                        |                 |  |
| GRW        | 405 kHz   | Deutschland | Grafenwöhr                | 49° 41′ 40″ N, 11° 56′ 30″ O | 15 NM           | ETIC                        |                 |  |
| GRZ        | 290 kHz   | Österreich  | Graz                      | 46° 55′ 14″ N, 15° 27′ 32″ O | 40 NM           | LOWG                        | Außer Betrieb   |  |
| GT         | 323 kHz   | Deutschland | Hamburg                   | 53° 42′ 51″ N, 9° 55′ 27″ O  | 15 NM           | EDDH                        | Außer Betrieb   |  |
| HA         | 320 kHz   | Deutschland | Hannover                  | 52° 27′ 51″ N, 9° 48′ 18″ O  | 15 NM           | EDDV                        |                 |  |
| HAN        | 376 kHz   | Deutschland | Hahn                      | 49° 57′ 54″ N, 7° 16′ 51″ O  | 25 NM           | EDFH & Streckennavigation   |                 |  |
| HC         | 330 kHz   | Deutschland | Heringsdorf (Garz)        | 53° 52′ 27″ N, 14° 10′ 55″ O | 25 NM           | EDAH                        |                 |  |
| HDL        | 417 kHz   | Deutschland | Heidelberg                | 49° 23′ 10″ N, 8° 35′ 48″ O  | 25 NM           | ETIE                        | Außer Betrieb   |  |
| HDM        | 334 kHz   | Deutschland | Coleman (Mannheim)        | 49° 32′ 4″ N, 8° 23′ 26″ O   | 25 NM           | ETOR                        | Außer Betrieb   |  |
| HFX        | 286 kHz   | Deutschland | Hohenfels                 | 49° 13′ 6″ N, 11° 51′ 34″ O  | 25 NM           | ETIH                        |                 |  |
| HIG        | 318 kHz   | Deutschland | Bremen                    | 53° 2′ 58″ N, 8° 54′ 32″ O   | 25 NM           | EDDW                        |                 |  |
| HN         | 344 kHz   | Deutschland | Hohn                      | 54° 19′ 35″ N, 9° 40′ 13″ O  | 25 NM           | ETNH                        | Außer Betrieb   |  |
| HOS        | 339 kHz   | Deutschland | Hamburg                   | 53° 40′ 37″ N, 10° 5′ 0″ O   | 15 NM           | EDDH                        | Außer Betrieb   |  |
| HOZ        | 406 kHz   | Deutschland | Holzdorf                  | 51° 46′ 11″ N, 13° 5′ 51″ O  | 25 NM           | ETSH                        |                 |  |
| HW         | 358 kHz   | Deutschland | Hannover                  | 52° 28′ 7″ N, 9° 32′ 47″ O   | 15 NM           | EDDV                        |                 |  |
| IGL        | 345 kHz   | Deutschland | Ingolstadt                | 48° 44′ 16″ N, 11° 38′ 41″ O | 25 NM           | ETSI                        |                 |  |
| ILM        | 488 kHz   | Deutschland | Illesheim                 | 49° 28′ 19″ N, 10° 23′ 17″ O | 25 NM           | ETIK                        |                 |  |
| INN        | 420 kHz   | Österreich  | Innsbruck                 | 47° 13′ 48″ N, 11° 24′ 7″ O  | 40 NM           | LOWI & Streckennavigation   |                 |  |
| KBA        | 431 kHz   | Deutschland | Karlsruhe / Baden-Baden   | 48° 47′ 53″ N, 8° 5′ 51″ O   | 30 NM           | EDSB                        |                 |  |
| KFT        | 374 kHz   | Österreich  | Klagenfurt                | 46° 37′ 31″ N, 14° 32′ 3″ O  | 40 NM           | LOWK                        |                 |  |
| KI         | 313 kHz   | Österreich  | Klagenfurt                | 46° 38′ 1″ N, 14° 22′ 56″ O  | 25 NM           | LOWK                        |                 |  |
| KIL        | 353 kHz   | Deutschland | Kiel-Holtenau             | 54° 22′ 39″ N, 10° 7′ 12″ O  | 30 NM           | EDHK                        |                 |  |
| KNG        | 355 kHz   | Deutschland | König                     | 49° 45′ 44″ N, 9° 5′ 3″ O    | 40 NM           | Streckennavigation          |                 |  |
| KTI        | 413 kHz   | Österreich  | Kühtai (Innsbruck)        | 47° 12′ 56″ N, 11° 1′ 40″ O  | 40 NM           | LOWI                        | Außer Betrieb   |  |
| KW         | 405 kHz   | Österreich  | Klagenfurt                | 46° 40′ 3″ N, 14° 13′ 6″ O   | 25 NM           | LOWK                        |                 |  |
| LAA        | 352 kHz   | Deutschland | Niederrhein               | 51° 36′ 6″ N, 6° 10′ 22″ O   | 25 NM           | EDLV                        |                 |  |
| LE         | 318 kHz   | Luxemburg   | Luxemburg-Flughafen       | 49° 38′ 24″ N, 6° 14′ 54″ O  | 25 NM           | ELLX                        |                 |  |
| LHR        | 337 kHz   | Deutschland | Lahr                      | 48° 20′ 55″ N, 7° 48′ 40″ O  | 25 NM           | EDTL                        |                 |  |
| LI         | 417 kHz   | Deutschland | Düsseldorf                | 51° 20′ 49″ N, 6° 53′ 29″ O  | 25 NM           | EDDL                        |                 |  |
| LJ         | 365 kHz   | Deutschland | Köln/Bonn                 | 50° 55′ 37″ N, 7° 3′ 44″ O   | 25 NM           | EDDK                        |                 |  |
| LMA        | 311 kHz   | Deutschland | Lima (Kempen)             | 51° 22′ 15″ N, 6° 23′ 42″ O  | 25 NM           | Streckennavigation          |                 |  |
| LNZ        | 327 kHz   | Österreich  | Linz                      | 48° 14′ 14″ N, 14° 19′ 18″ O | 40 NM           | LOWL                        | Außer Betrieb   |  |
| LPS        | 403 kHz   | Schweiz     | Les Eplatures             | 47° 5′ 1″ N, 6° 47′ 38″ O    | 25 NM           | LSGC                        |                 |  |
| LQ         | 448 kHz   | Deutschland | Landsberg/Lech            | 48° 5′ 41″ N, 11° 1′ 8″ O    | 25 NM           | ETSA                        | Außer Betrieb   |  |
| LUP        | 407 kHz   | Deutschland | Laupheim                  | 48° 13′ 5″ N, 9° 54′ 39″ O   | 25 NM           | ETHL                        |                 |  |
| LV         | 327 kHz   | Deutschland | Köln/Bonn                 | 50° 48′ 15″ N, 7° 14′ 25″ O  | 15 NM           | EDDK                        |                 |  |
| LW         | 300,5 kHz | Deutschland | Köln/Bonn                 | 50° 53′ 54″ N, 7° 15′ 10″ O  | 15 NM           | EDDK                        |                 |  |
| LW         | 404 kHz   | Luxemburg   | Luxemburg-Hamm            | 49° 36′ 45″ N, 6° 10′ 28″ O  | 25 NM           | ELLX                        |                 |  |
| LYE        | 394 kHz   | Deutschland | Lübeck-Blankensee         | 53° 48′ 3″ N, 10° 41′ 45″ O  | 15 NM           | EDHL                        |                 |  |
| MGB        | 377 kHz   | Deutschland | Mönchengladbach           | 51° 13′ 38″ N, 6° 30′ 19″ O  | 15 NM           | EDLN                        |                 |  |
| MIQ        | 426 kHz   | Deutschland | Mike (Ingolstadt)         | 48° 34′ 13″ N, 11° 35′ 51″ O | 25 NM           | Streckennavigation          |                 |  |
| MNE        | 369 kHz   | Deutschland | München                   | 48° 21′ 19″ N, 11° 40′ 34″ O | 25 NM           | EDDM                        |                 |  |
| MNW        | 338 kHz   | Deutschland | München                   | 48° 22′ 27″ N, 11° 54′ 51″ O | 25 NM           | EDDM                        |                 |  |
| MSE        | 358 kHz   | Deutschland | München                   | 48° 20′ 0″ N, 11° 39′ 10″ O  | 25 NM           | EDDM                        |                 |  |
| MSW        | 400 kHz   | Deutschland | München                   | 48° 21′ 9″ N, 11° 54′ 14″ O  | 25 NM           | EDDM                        |                 |  |
| MU         | 367 kHz   | Deutschland | Magdeburg                 | 52° 4′ 27″ N, 11° 38′ 54″ O  | 35 NM           | EDBM                        |                 |  |
| MUR        | 312 kHz   | Schweiz     | Muri                      | 46° 56′ 46″ N, 7° 28′ 1″ O   | 25 NM           | LSZB                        | 2008 aufgehoben |  |
| MW         | 309 kHz   | Deutschland | Berlin-Schönefeld         | 52° 20′ 40″ N, 13° 23′ 15″ O | 15 NM           | EDDB                        | Außer Betrieb   |  |
| MYN        | 371 kHz   | Deutschland | Münster/Osnabrück         | 52° 9′ 34″ N, 7° 48′ 0″ O    | 20 NM           | EDDG                        |                 |  |
| NDO        | 372 kHz   | Deutschland | Nordholz                  | 53° 47′ 7″ N, 8° 48′ 22″ O   | 30 NM           | ETMN                        |                 |  |
| NKR        | 292 kHz   | Deutschland | Neckar                    | 49° 20′ 12″ N, 8° 43′ 58″ O  | 25 NM           | EDFM                        |                 |  |
| NRG        | 357 kHz   | Deutschland | Neubrandenburg            | 53° 36′ 10″ N, 13° 20′ 18″ O | 25 NM           | ETNU                        | Außer Betrieb   |  |
| NSN        | 311 kHz   | Deutschland | Niederstetten             | 49° 23′ 41″ N, 9° 57′ 54″ O  | 25 NM           | ETHN                        | Außer Betrieb   |  |
| OBI        | 429 kHz   | Deutschland | Oberpfaffenhofen          | 48° 4′ 50″ N, 11° 17′ 7″ O   | 20 NM           | EDMO                        |                 |  |
| PAD        | 354 kHz   | Deutschland | Paderborn/Lippstadt       | 51° 37′ 25″ N, 8° 38′ 22″ O  | 30 NM           | EDLP                        |                 |  |
| PAH        | 315 kHz   | Deutschland | Schwerin-Parchim          | 53° 23′ 39″ N, 11° 39′ 57″ O | 25 NM           | EDOP                        |                 |  |
| PI         | 333 kHz   | Deutschland | Schwerin-Parchim          | 53° 27′ 41″ N, 11° 54′ 26″ O | 25 NM           | EDOP                        |                 |  |
| PSA        | 370 kHz   | Deutschland | Spessart                  | 49° 51′ 44″ N, 9° 20′ 54″ O  | 40 NM           | Streckennavigation          |                 |  |
| RO         | 432 kHz   | Deutschland | Rothenburg/Oberlausitz    | 51° 20′ 37″ N, 14° 57′ 7″ O  | 25 NM           | EDBR                        |                 |  |
| RTB        | 415 kHz   | Deutschland | Röthenbach an der Pegnitz | 49° 28′ 58″ N, 11° 15′ 10″ O | 25 NM           | EDDN                        | Außer Betrieb   |  |
| RTT        | 303 kHz   | Österreich  | Rattenberg                | 47° 25′ 51″ N, 11° 56′ 24″ O | 40 NM           | LOWI & Streckennavigation   |                 |  |
| RW         | 392 kHz   | Deutschland | Tegel-West                | 52° 32′ 42″ N, 13° 9′ 4″ O   | 25 NM           | EDDT                        | Außer Betrieb   |  |
| SBG        | 382 kHz   | Österreich  | Salzburg                  | 47° 58′ 3″ N, 12° 53′ 39″ O  | 40 NM           | LOWS                        |                 |  |
| SBN        | 343 kHz   | Deutschland | Saarbrücken               | 49° 13′ 8″ N, 7° 7′ 6″ O     | 40 NM           | EDDR & Streckennavigation   |                 |  |
| SHU        | 356,5 kHz | Schweiz     | Schüpberg                 | 47° 1′ 18″ N, 7° 23′ 31″ O   | 25 NM           | LSZB                        | 2008 aufgehoben |  |
| SI         | 410 kHz   | Österreich  | Salzburg                  | 47° 49′ 7″ N, 12° 59′ 16″ O  | 25 NM           | LOWS                        |                 |  |
| SIL        | 489 kHz   | Deutschland | Siegerland                | 50° 40′ 48″ N, 8° 8′ 19″ O   | 25 NM           | EDGS                        |                 |  |
| SKZ        | 357 kHz   | Deutschland | Schkeuditz                | 51° 24′ 52″ N, 12° 16′ 17″ O | 15 NM           | EDDP                        |                 |  |
| SL         | 299 kHz   | Deutschland | Berlin-Schönefeld         | 52° 24′ 1″ N, 13° 37′ 21″ O  | 15 NM           | EDDB                        | Außer Betrieb   |  |
| SLT        | 387 kHz   | Deutschland | Westerland/Sylt           | 54° 51′ 25″ N, 8° 24′ 36″ O  | 25 NM           | EDXW                        | Außer Betrieb   |  |
| SPM        | 350 kHz   | Deutschland | Speyer                    | 49° 18′ 18″ N, 8° 27′ 16″ O  | 25 NM           | EDRY                        | Außer Betrieb   |  |
| SR         | 360 kHz   | Deutschland | Ensheim                   | 49° 13′ 4″ N, 7° 13′ 10″ O   | 25 NM           | EDDR                        |                 |  |
| STE        | 293 kHz   | Österreich  | Steinhof (Wien-Schwechat) | 48° 12′ 38″ N, 16° 14′ 50″ O | 25 NM           | LOWW                        |                 |  |
| SU         | 356 kHz   | Deutschland | Salzburg                  | 47° 52′ 46″ N, 12° 57′ 0″ O  | 25 NM           | LOWS                        |                 |  |
| TUN        | 358 kHz   | Österreich  | Tulln                     | 48° 18′ 34″ N, 15° 58′ 52″ O | 40 NM           | Streckennavigation          |                 |  |
| WBD        | 399 kHz   | Deutschland | Wiesbaden                 | 50° 2′ 56″ N, 8° 19′ 43″ O   | 25 NM           | Streckennavigation          |                 |  |
| WLU        | 346 kHz   | Luxemburg   | Leudelange                | 49° 34′ 4″ N, 6° 3′ 15″ O    | 25 NM           | ELLX                        |                 |  |
| WO         | 303 kHz   | Österreich  | Wien-Schwechat            | 48° 8′ 51″ N, 16° 27′ 27″ O  | 25 NM           | LOWW                        |                 |  |
| WSN        | 378 kHz   | Deutschland | Weser                     | 53° 20′ 50″ N, 8° 52′ 29″ O  | 60 NM           | EDDW und Streckennavigation |                 |  |
| WUN        | 419 kHz   | Deutschland | Wunstorf                  | 52° 27′ 33″ N, 9° 27′ 17″ O  | 25 NM           | ETNW                        | Außer Betrieb   |  |
| ZIG        | 340 kHz   | Deutschland | Leipzig                   | 51° 26′ 2″ N, 12° 16′ 50″ O  | 25 NM           | EDDP                        |                 |  |
| ZW         | 418 kHz   | Österreich  | Zeltweg                   | 47° 11′ 53″ N, 14° 45′ 24″ O | 40 NM           | LOXZ                        |                 |  |